# 디워
《디워》(D-War)는 영구아트무비에서 제작하여 2007년에 개봉한 심형래 감독의 판타지 액션 영화이다. 북미에서는 《드래곤 워즈: 디워》(Dragon Wars: D-War)라는 제목으로 개봉하였다. 이무기가 용이 되는 한국의 전설을 소재로 미국에서 벌어지는 선악의 싸움을 그리고 있다. 미국에서 촬영 당시 하루마다 2억원이라는 금액이 투입되었다. 특수효과로 주목받았으며, 대한민국에서의 흥행 성공으로 미국을 비롯한 세계 각국에 수출되었다고 알려졌으나, 실제로 대한민국에서 170억원의 거액의 적자를 봤고, 해외에서도 마찬가지로 적자를 봤다.

## 스토리

### 영화 이전 스토리
영화 이전 스토리는 영화의 배경이 되는 세계관을 그리고 있으며, 영화 본 내용으로 이어진다.

#### 배경
점차 사별해가는 행성 아르카디아를 버리고 천공도시를 타고 지구에 도착한 천계인들은 지구의 각 대륙 상공에 퍼져 나갔다. 이런 천계인들은 자신과 비슷한 외양을 가진 유인원의 진화 촉진과 문명화를 도왔고, 훗날 이들은 지구에서 가장 강력한 힘을 가진 ‘인간’이라는 존재가 된다. 천계인은 세 종족으로 이루어져 있으며 우선 각 도시에 겨우 한 둘 정도로 극히 소수에 불과한 드라카니아인은 용족으로 거대한 외형과 달리 고귀한 본성을 지녔으며, 생명과학과 기상조절학을 담당했다. 드라카니아인 보다 개체수가 많고 인간과 흡사한 외향을 가진 휴메노스는 천신족 혹은 신선으로 용족을 능가하는 지력과 정치력으로 정치 군사 분야를 장악하고 있다. 천계인 중에 가장 개체수가 많지만 영향력은 크지 않은 비스터는 육체적 능력은 뛰어나지만, 지적 능력이 떨어져 주로 육체노동에 종사하는 하급 계층을 이룬다. 이 비스터는 훗날 지상으로 풀려나와 인간들에게 괴수 혹은 요마로 불렸다.

#### 이무기와 그의 딸 여의주
천공도시에 거주하는 드라카니안 중에 이무기라는 용은 고독을 즐기는 다른 용들과 달리 친구가 존재했다. 그것도 다른 종족인 휴메노스의 전사 우라흐와 친구였으며, 이 둘은 동족들 중에서도 특이한 존재들이었고 이단자로 낙인 찍어 못마땅하게 여기는 자들이 많았다. 그 중에서 과격하고 급진적인 광신자들의 우두머리인 드라칸이 가장 큰 적이 었는데, 고향 행성을 숭배하는 아르카디아 신을 믿는 이들은 드라카니안 중 하나가 암흑의 구세주가 되어 지금 머무는 가짜 세상을 파멸시키고 천계인들을 어머니 별로 돌려보낼 것이라는 것을 믿으며, 드라카니안을 숭배하고 있었다. 그러나, 용답지 않은 이무기로 인해 자신의 신앙에 상처를 주는 존재라고 생각했다.
어느날 이무기가 지구의 인간 아이를 데려와 우라흐에게 키우자고 제안한다. 오염의 우려로 지상의 동식물을 천공도시로 반입하는 것은 불법으로 처음에는 펄쩍 뛰었지만 제 힘으로 살아갈 때까지만 키우자는 제안에 별 수 없이 키우게 되었고, 아기는 소녀가 되었으며 이무기는 소녀에게 가장 소중한 존재라는 뜻으로 ‘여의주’라는 이름을 붙였다. 여의주는 드라카니안이 성체가 될 때 얻는 구체로, 드라카니안 에너지의 결집체로 여의주를 잃은 드라카니안은 죽음에 이르게 된다고 알려져왔을 정도로 드라카니안의 심장이나 마찬가지인 존재이다.

#### 여의주의 존재
그러다, 드라칸이 여의주를 존재를 알게 되고 당국에 밀고로 천계 상부의 조사에 의해 이무기는 연금형에 처해지며, 여의주는 지상으로 추방당한다. 그 과정에게 여의주를 염려한 이무기는 여의주에게 여의주를 이식하고 어깨에 용 문양 문신을 새기며, 친구 우라흐에게 여의주를 지켜봐달라고 당부한다. 인간들은 낯선 여의주를 경계하더니 이내 받아들이고 구름을 모으고 비를 부르는 신비한 능력에 깜짝 놀라더니 그녀를 신녀로 신봉한다. 인간으로 변장하고 사람들의 사이에 섞여간 우라흐는 인간 소년 중에서 한 명을 골라 제자로 삼고, 천계인의 전투 기술을 가르치며 신녀 여의주를 목숨을 다해 지켜야 한다고 당부한다. 이후 천계로 돌아온 우라흐는 비늘이 시커멓게 변색되고, 뿔은 떨어진 이무기를 보고 깜짝 놀란다. 이무기는 여의주를 잃었기 때문에 생긴 변화라고 고백하고, 우라흐는 어떻게든 이무기를 살리기 위해 드라카니안 과학자들에게 애원했다.
과학자는 여의주의 힘을 원래대로 되돌리려면 여의주를 돌려받는 방법 밖에 없으나, 그 방법을 쓰면 여의주를 이식 받은 인간이 죽게 될지도 모른다고 말했다. 지상에 내려간 우라흐는 여의주에게 자신의 정체를 밝히고, 여의주를 되돌려 달라는 말에 수긍하고, 함께 천계에 가서 방법을 찾아보기로 결심한다.

#### 전쟁의 시작
그러나 여의주와 그녀를 호위하던 아무르는 서로 사랑에 빠지고, 그녀를 죽음의 길로 보낼 수 없었던 아무르는 여의주와 우라흐와 함께 천계로 가기로 한 날 결국 도망가게 되고, 우라흐는 그들을 붙잡지 못하고 천계에 돌아간다. 여의주를 잃은 이무기는 생사를 헤매는 사이 여의주를 찾아다니다, 자신의 딸인 여의주의 배신에 배신감을 느끼고 슬픔과 분노로 소용돌이 친다. 이무기는 내부에 잠재해있던 어둠의 힘이 깨어나고, 부라퀴가 된다. 이무기의 파멸에 암흑의 구세주가 도래했다는 사실에 드라카니안 신도들은 열광하고 이윽고 부라퀴의 말이 울려퍼진다.
| “ | 모든 천공도시를 파괴하라. 그리고 지상으로 내려가 인간들을 짓밟고 여의주를 회수하라. 그러면 너희들이 바라는 바, 어머니별 아르카디아로 돌아갈 수 있게 되리라. | ” |

천계의 평화는 깨지고, 많은 휴메노스가 죽고 이런 무참한 살육을 피해 드라카니안들은 지상의 산과 바다에 숨어들어간다. 살아남은 천계인들은 지상으로 내려오고 바라퀴의 수족이 된 추종자의 군대는 여의주를 찾아 지상을 휩쓸기 시작하면서, 긴 세월 동안 이어질 드라카니안의 전쟁은 시작된다.

## 캐스팅
- 제이슨 베어 - 이선 켄드릭(Ethan Kendrick) 주인공 사라의 보호자 다니엘 여의주
- 어맨다 브룩스 - 세라 대니얼스(Sarah Daniels) 여의주 하나님
- 로버트 포스터 - 잭(Jack)
- 크리스 멀키 - 프랭크 핀스키(Frank Pinsky)
- 엘리자베스 페냐 - 린다 페레스(Linda Perez)
- 크레이그 로빈슨 - 브루스(Bruce)
- 에이미 가르시아 - 브랜디(Brandy)
- 존 알레스 - 주다 캠벨(Judah Campbell)
- 빌리 가델 - 벨라폰테 씨(Mr. Belafonte)

## 한국어 더빙 성우진
- 신용우 - 이든(제이슨 베어)
- 양정화 - 새라(어맨다 브룩스)
- 김기현 - 잭(로버트 포스터) / 해설
- 최석필 - 브루스(크레이그 로빈슨)
- 현경수 - 캠벨(존 알레스)
- 장광 - 프랭크(크리스 멀키)
- 시영준 - 이블
- 박건태 - 꼬마 이든
- 방성준 - 이든 아빠
- 정유미 - 브랜디(에이미 가르시아)
- 이호산 - 크리스
- 김소형 - 경비
- 김효선 - 상담사
- 김기흥 - 오스틴
- 한채언 - 린다(엘리자베스 페냐)
- 이주창 - 기자 / 비행대장
- 이호인 - 형사 / 교수
- 황일청 - 장관
- 김현심 - 이웃
- 주자영 - 병원 안내
- 안영미 - 여자조종사 외
- 김영찬 - 남자조종사 외

## 논란
한국에서의 첫 개봉 이후 작품성에 대한 논란을 불러일으키기도 하였다. 영화의 예매율이 의외로 순위권 안에 들자 논란은 한국 영화계의 관행과 ‘애국주의 마케팅’의 문제를 부각시켰다. 한편 이것을 비판하는 것에 대해 충무로의 파벌주의, 학벌의식이라는 역비판이 나왔다.

### 논란의 흐름과 개요
- 독립 영화감독인 이송희일이 디워를 둘러싼 사회현상에 대한 비판적인 글을 자신의 블로그에 올려 논란이 되었다.[3] 수만의 네티즌의 악플과 동시접속으로 인해 블로그가 폐쇄되었다.[4]

- 2007년 8월 7일 오전에 방송된 MBC ‘생방송 오늘아침’의 패널로 출연한 경향신문 선임기자 유인경은 '디워 흥행, 심형래의 힘?'이란 코너와 관련해 '심형래 감독을 코미디에서 다시 봤으면 좋겠다'는 발언과[5] '심감독은 영화하지말고 코미디를 하라'는 발언[6][7][8][9][10]을 하였다. 이 발언이 파문이 되어 유인경은 누리꾼들의 비판을 받게 되었다.[5]

- 2007년 8월 7일 MBC 아침 프로그램 생방송 오늘아침에서 캠코더로 디워의 주요 장면을 촬영한 영상이 그대로 방송되어 저작권 침해 논란이 되었다.[11] 이에 담당 PD는 쇼박스로부터 30분짜리 홍보 영상을 받았지만 필요한 영상이 없어 하는 수 없이 찍었다며 엔딩 장면을 방송하지 말라는 말은 못 들었다고 밝혔다. 또 용산 CGV 극장에 허락을 받았다고 했지만 CGV 측은 관객 인터뷰만 허락했을 뿐 캠코더를 이용한 영화 촬영은 절대 금지하고 있다며 부인했다.[12] 디워의 배급사인 쇼박스는 MBC의 공식 입장에 따라 대응하겠다고 밝혔다.[13] MBC는 심형래 감독의 영화라는 점을 분명히 밝힌 점과 단 8초 분량으로 과도하게 사용하지 않은 점, 상업적 용도가 아닌 점 등을 고려하면 면책 사유에 해당해 저작권 침해 대상이 되지 않는다는 법적 자문을 받았다면서 저작권 침해가 아니라고 밝혔다.[14] 논란이 크게 일자 생방송 오늘아침 제작진이 8월 7일 오후 홈페이지를 통해 해명글을 올렸지만 곧 삭제돼 의혹이 더 커지고 있다.[15] 해명글에서 "오늘 방송된 〈‘디워’의 흥행, 왜 논란인가?〉에서의 엔딩 화면은 대부분의 신문기사에서 보도된 '용이 승천'하는 장면이 아니며, 심형래 씨의 모습이 담긴 마지막 '엔딩 크레딧(8초)'의 한 장면임을 알려드립니다"라고 밝혔지만 용이 승천하는 부분은 엔딩 장면이 맞다. 당일 MBC는 용의 승천 장면이 맞다고 자인했다.[16]

2007년 8월 8일, MBC 외주 제작 관계자는 책임을 통감하며 마땅한 조치가 취해질 것이라고 밝혔다. 문화관광부에서 이번 사건에 대해 일단 저작권 침해가 아니라고 보인다고 유권해석을 내렸다. 다만 저작권법 28조의 인용 요건에 적합한지 여부 및 인용요건에 해당하지 않은데 따른 저작권의 침해여부는 사법부에서 최종적으로 판단해야 할 것으로 보인다고 덧붙였다.
- 2007년 8월 9일, MBC의 토론 프로그램 100분 토론에서 영화 《디워》와 관련한 토론이 있었고, 패널 중 한 명인 평론가 진중권의 발언이 논란을 일으켰다. 그는 토론에서 '기본 플롯과 스토리에 문제가 많고, 애국주의-시장주의-CG-인생극장 등의 코드만 있지, 영화에 대한 철학이나 내용은 없었다', '마치 황우석 사태를 떠올리게 한다. 그에 대해 말하는 것은 모험이다', '비평할 가치가 없는 영화인데 댓글 때문에 꼭지가 돈다, 엉망진창이다, 개판이다' 며[19][20] 《디워》를 혹평, 영화에 대한 냉정한 논의가 이루어져야 한다고 주장했다. 한편 네티즌들은 '진중권 교수가 평론가고 지식인이면 한사람의 열정이 담긴 영화를 그렇게까지 비판해야하는가', '진 교수는 시장주의 관점에서 바라보지 못하고 괜한 불구덩이에 뛰어든 것 아닌가란 오해가 든다' 등 그의 발언 대한 비판 여론을 가하였다. 또 다른 누리꾼들은 '긍정이 있으면 비판도 있는 법이다. 평론가는 어느 한 쪽에 편승하는 것이 아닌 자신의 지식을 바탕으로 비평을 가하는 것', '솔직히 <디 워>가 볼 만한 영화임에는 틀림없다. 하지만 ‘희망’으로까지 불리기에는 민망한 측면이 없지 않다. 인정할 것은 인정하자' 며 반론을 제시하기도 했다.[19] 그러나 발언 도중 자극적인 표현이 문제가 되었고, 본 프로그램 홈페이지 게시판에는 토론에 관해 만여개의 글이 올라왔다.[21] 다음 날, 그의 발언이 각종 포털 사이트에 게재된 뉴스 기사로 전달되었고 누리꾼 사이에서 논란을 불러일으켰다. 그 뒤 진중권의 블로그는 항의성 글로 마비되기도 했다. 이에 100분 토론에서 진중권의 반대측 패널에 섰던 평론가 하재근은 자신의 블로그에서 그의 말이 맞다며 누리군들에게 인신공격을 자제해 달라고 요청했다.[22] 한편, 진중권 역시 토론 이후의 반응에 대해, 오마이뉴스 투고를 통해 자신의 생각을 밝혔다. 8월 14일 진중권은 디워를 비판하다가 공격당한 김조광수를 변론하며 '애국주의가 아니라 애국주의를 부추기는 것을 공격하는 것'이라는 김조광수 청년필름 대표 등의 주장에 대해 대중들에게 아무리 논리적으로 이야기하려해도 이미 감정적인 사안이 돼버렸다'고 토론후기 겸 비판을 하였다.[23]
- 2007년 8월 10일, ‘디워’의 미국흥행에 대해 “미국에선 통하지 않을 것”이라고 말했다. 이 비판과 7일 토론내용과 함께 비판의 대상이 되었다.[20]

- 진중권의 디워 비판은 반발하는 일부 네티즌들의 격렬한 반발에 봉착하였다. 진중권은 '디 워’에 반대 의견을 제시하려면 모험을 감수해야 하는 상황이 정상인가' 하며 문제를 제기[24] 하였으나 황우석 사태 당시의 ‘마녀사냥’식 여론몰이라는 분석과 지식인의 오만이 더 문제라는 비판도 있다.[24]

- 한편, 국내의 각종 대중 매체에 홍보차 출연했을 때 해외에서는 판타지 액션 장르로 구분되는 이 영화를 항상 SF영화라고 지칭함으로써 할리우드산 SF 블록버스터와의 무의식적인 동일화를 꾀하고, SF와 판타지, SF와 특수효과(SFX)를 뚜렷하게 구분하지 못하는 경향이 있는 한국 관객들의 혼란을 고의적으로 가중시킨 심형래의 행동도 비판의 대상이 되었다. (SF와 SFX의 차이 및 SF와 판타지의 차이에 대해서는 과학소설을 참조할 것.)

## 흥행 및 평가
《디워》는 2007년 8월 1일 대한민국에서 개봉하여 16일 만에 700만 명의 관객을 동원했다. 8월 1일 저녁까지 디워는 842만 명의 관객을 동원하기도 했다.
2007년 9월 14일에는 미국의 2,275개 스크린에서 개봉되었고, 첫 주에 500만 달러의 매출을 기록했다. 《디워》는 미국의 비평가들로부터 전반적으로 부정적인 리뷰를 받았다. 2008년 4월 기준으로, 리뷰를 수집하는 사이트인 로튼 토마토스에서는 28개의 리뷰 중에서 25%만이 긍정적인 반응을 보였다. 버라이어티 지의 데렉 엘리는 베를린 영화제 섹션에서 이 영화는 "Z 등급에, 예상 외의 전개조차 없는 각본"을 가지고 있다 말하고 "DVD에서 가장 비싼 컬트 영화"가 될 것이라 예측하는 한편, "시각적으로 즐겁다"라고 평했다. 할리우드 리포터의 프랭크 셰크는 이 영화가 "CGI 효과는 분명 인상적"이지만, "우스꽝스러운 스토리 라인과, 우스운 대사와 값싼 유머...재미로부터 심각하게 빗나갔다"라고 말했다. L.A. 위클리의 루크 Y. 톰슨은 영화가 "'완전히 터무니없는 쓰레기'류 판타지 영화의 감정가"를 위한 영화 중 하나이며, "개그 장면보다 심각하려 할 때 더 재밌다"라고 말했다.
한편, 대한민국에서의 인기는 영화가 애국심에 호소하기 때문이라고 받아들여지는 의견도 있다. 영화의 한국어판 끝부분에는 한국의 민요인 아리랑과 함께 "《디워》와 저는 세계 시장에서 성공할 겁니다"라는 감독 심형래의 메시지가 나온다. 한국의 영화 비평가인 김봉석은 "그들은 그게 좋은 영화여서가 아니라 한국 것이기 때문에 미국에서 성공하길 바란다"라며 "미완성에 서투른" 영화라고 평했다.
2007년 8월 14일 진중권은 디워가 애국주의를 마케팅으로 했다고 비판하였다. 영화감독 이송희일은 ‘디 워’는 영화가 아니라 70년대 청계천에서 조립에 성공한 미국 토스터기 모방품에 가깝다”며 비판을 가했고, 애국심 마케팅도 비판하였다.
또 김조광수 청년필름 대표는 이에 동조하며 “그의 동정심을 유발하기 위한 과장에 정말 짜증난다. 300억 예산의 감독이 충무로에서 천대받는다면 나와 이송희일처럼 1억 예산의 영화를 만드는 사람들은 충무로의 왕따란 말인가”며 디워를 비판하였다. 그러나 김조광수의 자극적인 발언이 네티즌들을 자극하기도 했다.
천만명의 관객을 모아 흥행에 성공했다고 알려진 바와는 달리 한국에서 170억원의 대규모 적자를 봤고, 이런 적자가 누적되어 결국 영구아트는 도산했으며 해당 영화의 시즌 2가 한때 거론됐지만 사드 사태 때문에 불발됐다.

## 같이 보기
- 대한민국 영화 흥행 기록
- 심형래
- 진중권
- 허지웅
- 김조광수
- 이송희일
- 유인경
- 공상과학